# Splinterstreep
De splinterstreep (Naenia typica) is een nachtvlinder uit de familie van de uilen (Noctuidae).

## Beschrijving
De voorvleugellengte bedraagt tussen de 17 en 22 millimeter. De grondkleur van de opvallend brede voorvleugels is grijsbruin. De tekening bestaat uit een netwerk van wittige lijntjes. De ringvlek en niervlek zijn witomrand. De achtervleugel is lichtbruin.

## Waardplanten
De splinterstreep is polyfaag, met allerlei kruidachtige en houtige planten als waardplanten. De rups is te vinden van juli tot april. De soort overwintert als rups.

## Voorkomen
De soort komt in de gematigde zone van Eurazië voor.

### In Nederland en België
De splinterstreep is in Nederland een niet zo gewone en in België een zeldzame soort. De vlinder kent één generatie die vliegt van juni tot en met augustus.